# 8 سبتمبر
- السبت
- الأحد
- الاثنين
- الثلاثاء
- الأربعاء
- الخميس
- الجمعة

- 307 ربيع الأول 1447  هـ
- 318 ربيع الأول 1447  هـ
- 19 ربيع الأول 1447  هـ
- 210 ربيع الأول 1447  هـ
- 311 ربيع الأول 1447  هـ
- 412 ربيع الأول 1447  هـ
- 513 ربيع الأول 1447  هـ
- 614 ربيع الأول 1447  هـ
- 715 ربيع الأول 1447  هـ
- 816 ربيع الأول 1447  هـ
- 917 ربيع الأول 1447  هـ
- 1018 ربيع الأول 1447  هـ
- 1119 ربيع الأول 1447  هـ
- 1220 ربيع الأول 1447  هـ
- 1321 ربيع الأول 1447  هـ
- 1422 ربيع الأول 1447  هـ
- 1523 ربيع الأول 1447  هـ
- 1624 ربيع الأول 1447  هـ
- 1725 ربيع الأول 1447  هـ
- 1826 ربيع الأول 1447  هـ
- 1927 ربيع الأول 1447  هـ
- 2028 ربيع الأول 1447  هـ
- 2129 ربيع الأول 1447  هـ
- 2230 ربيع الأول 1447  هـ
- 231 ربيع الآخر 1447  هـ
- 242 ربيع الآخر 1447  هـ
- 253 ربيع الآخر 1447  هـ
- 264 ربيع الآخر 1447  هـ
- 275 ربيع الآخر 1447  هـ
- 286 ربيع الآخر 1447  هـ
- 297 ربيع الآخر 1447  هـ
- 308 ربيع الآخر 1447  هـ
- 19 ربيع الآخر 1447  هـ
- 210 ربيع الآخر 1447  هـ
- 311 ربيع الآخر 1447  هـ

8 سبتمبر أو 8 أيلول أو يوم 8 \ 9 (اليوم الثامن من الشهر التاسع) هو اليوم الحادي والخمسون بعد المئتين (251) من السنوات البسيطة، أو اليوم الثاني والخمسون بعد المئتين (252) من السنوات الكبيسة وفقًا للتقويم الميلادي الغربي (الغريغوري). يبقى بعده 114 يوما لانتهاء السنة.

## أحداث
- 1380 - الروس بقيادة أمير موسكو دميتري دونسكوي يلحقون هزيمة ساحقة بجيش يتكون من مزيج من التتر والمغول في معركة كوليكوفو، التي تعد بداية انهيار الدولة التترية في آسيا الوسطى.
- 1760 - الجنرال الإنجليزي جيفري أمهيرست يتمكن من إلحاق هزيمة عسكرية بالقوات الفرنسية في كندا، مما أجبر فرنسا على التنازل عن مدينة مونتريال أهم مدن كندا لصالح المملكة المتحدة.
- 1937 - سوريا تستضيف مؤتمر عربي لمناقشة قضية فلسطين في ظل تزايد الهجرة اليهودية إليها برعاية المملكة المتحدة التي كانت حصلت على حق الانتداب على فلسطين.
- 1941 - بداية الحصار النازي لمدينة لينينغراد السوفيتية وذلك في الحرب العالمية الثانية.
- 1943 - إيطاليا تعلن استسلامها بدون قيد أو شرط في الحرب العالمية الثانية.
- 1944 - قصف مدينة لندن «بصاروخ V2» لأول مرة في الحرب العالمية الثانية.
- 1945 - وصول القوات الأمريكية لتحديد الجزء الجنوبي من شبه الجزيرة الكورية في بداية الحرب الباردة.
- 1949 - الزعيم الحبيب بورقيبة يعود إلى تونس بعد غياب أربع سنوات ونصف قضاها في مصر.
- 1954 - توقيع معاهدة حلف جنوب شرق آسيا في مانيلا بين الولايات المتحدة والمملكة المتحدة وفرنسا وتايلاند والفلبين.
- 1974 - الرئيس الأمريكي جيرالد فورد يصدر عفوًا بحق الرئيس السابق ريتشارد نيكسون بشأن فضيحة ووترغيت.
- 1978 - القوات الحكومية البهلوية أطلقت النار علی المظاهرين المحتجّين ضد حكم الشاه محمد رضا البهلوي ما سمّیت بالجمعة السوداء في إيران وأسفر عن مقتل حوالي 88 شخصا ويعتبر حدثا محوريا في مجرى الثورة الإيرانية الإسلامية.
- 1980 - الرئيسان الليبي معمر القذافي والسوري حافظ الأسد يبدآن في طرابلس مباحثات للوحدة بين بلديهما.
- 1986 - بدأ عرض أول برنامج حواري للمذيعة أوبرا وينفري.
- 1991 - جمهورية مقدونيا تعلن استقلالها عن يوغوسلافيا.
- 2007 - هجوم إنتحاري على ثكنة عسكرية في الجزائر يخلف 30 قتيلًا.
- 2016 - وكالة ناسا الفضائيَّة تُعلن إطلاقها مسبار أوسايرس-ركس إلى كويكب بينو 101955 على أمل أن يصل إليه سنة 2018 ويعود منه بِموادٍ لِدراستها بِحُلول سنة 2023.
- 2018 -
  - اليابانية نعومي أوساكا تفوز ببطولة أمريكا المفتوحة للتنس على منافستها الأمريكية سيرينا ويليامز، لتصبح بذلك أول يابانية تفوز ببطولة تنس كبرى.
  - القوة الجوفضائية لحرس الثورة الإسلامية تستهدف مقر الحزب الديمقراطي الكردستاني وهي حركة معارضة كردية إيرانية، بسبعة صواريخ قصير المدى أرض-أرض من نوع فاتح 110 في مدينة كوي سنجق العراقية في إقليم كردستان انتقامًا لما وصفته ب«الأعمال التخريبية والإرهابية» للحركة في المناطق الحدودية الإيرانية.
- 2021 - فوز حزب التجمع الوطني للأحرار برئاسة عزيز أخنوش بالأغلبية في الانتخابات التشريعية المغربية.
- 2022 - وفاة الملكة إليزابيث الثانية ملكة المملكة المتحدة وست عشرة دولة من دول الكومنولث، عن عمر ناهز 96 عامًا، وولي العهد تشارلز يخلفها ملكًا.
- 2023 - زلزال بقوة 6.8 درجة على مقياس ريختر يضرب إقليم الحوز بالمغرب، ما أدى لوفاة أكثر من 2900 شخص.

## مواليد
- 828 - علي بن محمد الهادي، عاشر أئمة الشيعة الاثنا عشرية.
- 1157 - ريتشارد الأول، ملك إنجلترا.
- 1588 - مارين ميرسين، عالم رياضيات فرنسي.
- 1779 - مصطفى الرابع، سلطان عثماني.
- 1830 - فردريك ميسترال، أديب وشاعر فرنسي حاصل على جائزة نوبل في الأدب عام 1904.
- 1841 - أنتونين دفورجاك، مؤلف موسيقى تشيكي.
- 1857 - غورغ ميخائيل، مستشار ألمانيا.
- 1897 - جيمي روجرز، مغني أمريكي.
- 1901 - هندريك فيرورد، رئيس وزراء جنوب إفريقيا.
- 1918 - ديريك هارولد بارتون، عالم كيمياء بريطاني حاصل على جائزة نوبل في الكيمياء عام 1969.
- 1944 - علي بن فليس، رئيس وزراء الجزائر.
- 1946 -
  - عواطف نعيم، ممثلة عراقية.
  - خليل إرغون، ممثل تركي.
- 1952 - تاكايا هاشي، ممثل أداء صوتي ياباني.
- 1969 - غاري سبيد، لاعب ومدرب كرة قدم ويلزي.
- 1970 - موتوكو كوماي، ممثلة أداء صوتي يابانية.
- 1972 - توموكازو سكي، ممثل أداء صوتي ياباني.
- 1973 - خميس العويران، لاعب كرة قدم سعودي.
- 1974 - نوبويوكي كوبوشي، ممثل أداء صوتي ياباني.
- 1977 - أسامي سانادا، ممثلة أداء صوتي يابانية.
- 1978 - جيرارد أوتيت، لاعب كرة قدم إسباني.
- 1979 - بينك، مغنية أمريكية.
- 1981 -
  - مورتن بيدرسن، لاعب كرة قدم نرويجي.
  - جوناثان تايلور توماس، ممثل أمريكي.
- 1983 - دييغو بيناليو، لاعب كرة قدم سويسري.
- 1986 - جواو موتينيو، لاعب كرة قدم برتغالي.
- 1989 - أفيتشي، منسق أغانٍ سويدي.
- 1991 - بارك سو دام، ممثلة كورية جنوبية.

## وفيات
- 1294 - عبد الكريم ابن طاووس، فقيه ونَسَّاب وأديب عراقي.
- 1304 - ابن بنت العراقي، عالم مسلم مصري.
- 1645 - فرانثيسكو دي كيفيدو، كاتب إسباني.
- 1894 - هرمان فون هلمهولتز، عالم فيزياء ألماني.
- 1933 - فيصل الأول، ملك العراق.
- 1949 - ريتشارد شتراوس، موسيقي نمساوي.
- 1965 - هرمان شتاودنغر، عالم كيمياء ألماني حاصل على جائزة نوبل في الكيمياء عام 1953.
- 1969 - عبد القادر الخطيب، فقيه عراقي.
- 1980 - ويلارد ليبي، عالم كيمياء أمريكي حاصل على جائزة نوبل في الكيمياء عام 1960.
- 1981 - يوكاوا هيديكي، عالم فيزياء ياباني حاصل على جائزة نوبل في الفيزياء عام 1949.
- 1983 - إبراهيم عبود، رئيس السودان.
- 1985 - جون إندرز، طبيب أمريكي حاصل على جائزة نوبل في الطب عام 1954.
- 1993 - زكي نجيب محمود فيلسوف مصري.
- 2009 - آجي بور، عالم فيزياء دنماركي حاصل على جائزة نوبل في الفيزياء عام 1975.
- 2010 - يسرائيل طال، عسكري إسرائيلي.
- 2011 - أحمد بزيع الياسين، رجل أعمال كويتي.
- 2012 - سامي إحسان، ملحن سعودي.
- 2018 - عادل البكري، طبيب وشاعر وكاتب عراقي.
- 2022 – إليزابيث الثانية ملكة المملكة المتحدة وست عشرة دولة من دول الكومنولث.

## أعياد ومناسبات
- اليوم العالمي للتحصيل.
- اليوم الوطني في كوريا الشمالية.
- اليوم الوطني في أندورا.
- عيد الاستقلال في مقدونيا الشمالية.
- يوم البحرية في باكستان.

## وصلات خارجية
- وكالة الأنباء القطريَّة: حدث في مثل هذا اليوم.
- النيويورك تايمز: حدث في مثل هذا اليوم.
- BBC: حدث في مثل هذا اليوم.